# 8682 Kräklingbo
8682 Kräklingbo là một tiểu hành tinh vành đai chính với chu kỳ quỹ đạo là 2041.1654306 ngày (5.59 năm).
Nó được phát hiện ngày 2 tháng 3 năm 1992.